# Partenaire particulier
Cet article concerne le groupe. Pour la chanson, voir Partenaire particulier (chanson).
 (septembre 2017).
Si vous disposez d'ouvrages ou d'articles de référence ou si vous connaissez des sites web de qualité traitant du thème abordé ici, merci de compléter l'article en donnant les références utiles à sa vérifiabilité et en les liant à la section « Notes et références ».
Partenaire particulier est un groupe français de musique new wave. Il connut un certain succès au milieu des années 1980, notamment avec sa chanson éponyme qui, comme deux autres de ses tubes, Je n'oublierai jamais et Elle est partie, se classa dans le Top 50 des meilleures ventes de singles en France. Par la suite, il prend le nom de D.K. Dance en se tournant vers la musique house au début des années 1990.

## Historique

### La formation bordelaise arrive à la capitale
Devant la déferlante de groupes anglais de new wave alors très populaires, Éric Fettweis et Dominique Delaby fondent le groupe Partenaire particulier à la fin de l'année 1983. Mais c'est à l'arrivée, l'année suivante, de Pierre Béraud-Sudreau que le trio prend son rythme de croisière. Les premiers concerts qu'ils effectuent en Gironde les incitent à enregistrer quatre maquettes qu'ils proposent aux maisons de disques parisiennes. Un des titres retient l'attention de l'une d'entre elles : Partenaire particulier. Ce morceau est terminé à l'été 1985 et atteint la troisième place du Top 50 hexagonal au premier trimestre 1986, faisant des « Partenaires » un vrai phénomène du jour au lendemain.

### Laurent Letrillard remplace Dominique Delaby
Ses activités professionnelles devenant trop prenantes, Dominique Delaby quitte la formation en 1986. Afin de faciliter la promotion du groupe, présenté jusqu'alors comme un trio, Laurent Letrillard intègre la formation. Fort de sa nouvelle notoriété, Partenaire particulier édite Je n'oublierai jamais, un deuxième 45 tours qui connait un certain succès, pendant qu'Éric Fettweis et Pierre Béraud-Sudreau apposent les dernières touches à Jeux interdits, le premier album du trio.

### Jeux interditset apogée du succès
Au début de l'année 1987, le groupe se retrouve désormais restreint à Éric Fettweis et Pierre Béraud-Sudreau. Jeux interdits, sorti depuis peu, est un succès qui permet au — nouvellement — duo d'apparaître encore sur les plateaux de télévision et de faire la promotion de son troisième 45 tours, Elle est partie. Ce titre est à nouveau un succès et est mis en valeur par un vidéoclip largement diffusé  sur TV6, chaîne de télévision éphémère à thématique musicale, plus tard remplacée par M6. Un quatrième simple, Tiphaine, est distribué, mais avec un succès moins marqué.

### Le chant des vautourset déclin
En 1988, le duo, soucieux de se démarquer de son étiquette new wave, opère un virage artistique vers une musique acoustique pour son deuxième album, Le Chant des vautours. L’Armée, premier 45 tours extrait du disque, est un échec commercial, tout comme l'album qui le contient. Voilà la nouvelle, que le groupe a écrit pour Valli, la chanteuse de Chagrin d'amour, ne rencontre pas non plus le succès escompté.
Ultime tentative de la formation, la nouvelle version de L’Amour à trois, enregistrée en 1989, ne trouve pas son public et reste la dernière production du groupe sous son nom durant les années 1980 et 1990. Le phénomène Partenaire particulier est désormais définitivement terminé.
Le duo, après un essai dans la musique de publicité, tente sa chance dans la house sous le nom D.K. Dance avec un succès modeste. Leur titre le plus connu est It's a Lot, qui utilise des samples de Depeche Mode (l'expression « it's a lot »  de Master & Servant et des sons de Shake the Disease et People Are People). Le groupe se dissout en 1993.

### Le retour
Le 4 mars 2007, Michel Drucker invite sur le plateau de son émission Vivement dimanche plusieurs artistes participant à la tournée RFM Party 80, dont notamment Lio et Desireless. L'émission a regroupé sur scène plusieurs vedettes des années 1980. Partenaire particulier, composé d'Éric Fettweis et Pierre Béraud-Sudreau, se reforme et interprète Partenaire particulier, le tube du groupe. Au cours de la tournée RFM Party 80 à laquelle la formation a participé, le duo a chanté un, puis deux titres, à savoir Partenaire particulier et Elle est partie.
Le groupe annonce également la sortie d'une triple compilation reprenant d'anciens titres et plusieurs inédits. Cependant, le projet sous cette forme ne verra pas le jour. Un simple album compilation de seize plages, Le Son des Années 80, sort en 2008.
D'autre part, les membres du groupe ont enregistré pour une webradio underground, Cyberspace, une reprise de Maid of Orleans dans le cadre d'un hommage au groupe de synthpop britannique Orchestral Manoeuvres in the Dark. Partenaire particulier a aussi fait son retour sur une scène parisienne le 1er décembre 2008 au Nouveau Casino.

### Geeksigne le retour de Partenaire particulier
Le dernier album du groupe, Geek, est sorti en 2011. Néanmoins, Pierre Béraud-Sudreau ayant quitté le groupe en mars 2009 pour divergence musicale, la composition de Partenaire particulier se réduit actuellement à Éric Fettweis qui est assisté sur scène d'un batteur et d'un clavier.
Éric Fettweis se produit régulièrement sur scène dans le cadre de la tournée "Les années 80", aux côtés d'artistes comme Lio, Desireless, Jean-Pierre Morgand (Les Avions), etc. Il a par ailleurs créé une société de conseil informatique.

## Composition du groupe

### Membres actuels
- Éric Fettweis : chant, guitare et synthétiseurs (depuis 1983)

### Anciens membres
- Pierre Béraud-Sudreau : chant, guitare et synthétiseurs (de 1984 à 2009)
- Dominique Delaby : chant (de 1983 à 1986)
- Laurent Letrillard : synthétiseurs (1986)

## Discographie

### Singles
| Date                                             | Titre                                           | Meilleur classement | Certifications | Album                 |
| Date                                             | Titre                                           | FRA                 | Certifications | Album                 |
| ------------------------------------------------ | ----------------------------------------------- | ------------------- | -------------- | --------------------- |
| 1985                                             | Partenaire particulier                          | 3                   | - FRA : Or     | Jeux interdits        |
| 1986                                             | Je n'oublierai jamais / Une autre nuit          | 24                  |                | Jeux interdits        |
| 1986                                             | Elle est partie / Elle n'aimait pas les garçons | 17                  |                | Jeux interdits        |
| 1987                                             | Tiphaine / Le Regard fier                       | —                   |                | Jeux interdits        |
| 1988                                             | L'Armée / Le Rire de Sidonie                    | —                   |                | Le Chant des vautours |
| 1989                                             | L'Amour à trois                                 | —                   |                | Le Chant des vautours |
| « — » indique que le single ne s'est pas classé. |                                                 |                     |                |                       |

#### Discographie dance
- Sous le pseudonyme de D.K. Dance :
  - Hypnoteck (Club mix) / (Mute mix) (1990)
  - It's a Lot (Club mix) / (Mute mix) (1991)

- Sous le pseudonyme de Beat Bustle :
  - Din da Dance (Ultimate Groovin Version) / Soft Mix (1990)

- Sous le pseudonyme de Biz'Art:
  - Are Friends Electric? / Beside Steel / Still Beside (1990)

## Dans la culture populaire
- La relative notoriété du groupe - même en voie de séparation - lui vaut d'être caricaturé par Les Inconnus lors de l'un de leurs sketches diffusé dans le cadre de l'émission de télévision La télé des Inconnus en 1990. Ils y parodient le duo ainsi que le groupe Indochine en interprétant une chanson tendance new wave volontairement bêtifiée (Isabelle a les yeux bleus), adoptant le look typique de ces années-là et mimant les attitudes qui leur sont associées.
- Le grand public attribue parfois leur titre phare, Partenaire particulier, au groupe Indochine[10].
- Les Castafiores ont publié une reprise de la chanson Partenaire particulier sur leur album Air de jeux, sorti 2004.
- Les Groove Boys proposent une version instrumentale bretonne de Partenaire particulier sur un CD 4 titres paru en 2006.
- Les Fatals Picards ont publié une reprise de la chanson Partenaire particulier sur leur album Pamplemousse mécanique, sorti en février 2007.